# Platypygus bellus
Platypygus bellus is een vliegensoort uit de familie van de Mythicomyiidae. De wetenschappelijke naam van de soort is voor het eerst geldig gepubliceerd in 1869 door Loew.